# Білий день (свято)
Білий день (яп. ホワイトデー, Ховаіто Де, Гепберн: Howaito Dē, від англ. White day у японській транскрипції) — японське, корейське і тайванське недержавне свято, що відзначається щорічно 14 березня. У цей день людина дарує подарунки іншим на знак вдячності за вітання на День Святого Валентина (зазвичай чоловіки — жінкам).

## Походження
Валентинів день святкується в Японії з 1958 року, і сприймається японцями дещо інакше, ніж на Заході. Насамперед це можливість для дівчат зізнатись у почуттях хлопцям. Активно розвивали це свято компанії, що виробляють солодощі, оскільки шоколад вважається основним подарунком у День Святого Валентина (Giri Choco від яп. 義理 チョコ — обов'язковий шоколад для колег, шефів тощо, Honmei Choco (Шоколад любові) від яп. 本命 チョコ — для коханої людини)[джерело?].
У 1977 році японська кондитерська компанія «Ishimuramanseido», виробник білого зефіру, розгорнула рекламну кампанію, у якій закликала чоловіків відшкодувати своїм зефіром подарунки до Дня Святого Валентина. Так з'явилось свято День зефіру або День маршмелоу (マシュマロデー, Машюмаро Де, Mashumaro Dē, з англ. Marshmallow Day), яке дуже сподобалось японським жінкам. Згодом, у 1978 році воно було перейменоване у Білий день і перенесене на 14 березня, рівно на місяць після Дня закоханих — 14 лютого.

## Святкування
Нині у Білий день дарують як білий, так і темний шоколад, зефір, печиво, цукерки тощо; прикраси чи предмети, що мають сентиментальну цінність; білий одяг (наприклад, білизна) жінкам, від яких чоловіки отримали шоколад на День Святого Валентина; сумки, косметику. Цього дня також дарують квіти. Усі подарунки символічно повинні бути білими.
Термін санбай ґаеші (sanbai gaeshi, 三倍返し, потрійне повернення) використовується для опису загальновизнаного правила, згідно з яким подарунок повинен бути у два-три рази дорожчим за подарунок на день Святого Валентина, який отримала людина.
У другій половині 2010-х років цифри продажів свідчать про зниження популярності традиційного святкування Білого дня. Однією з причин зменшення популярності свята є зміна ґендерних ролей у японській культурі.

#### Святкування в різних країнах
За межами Японії свято також відзначається у Китаї, Південній Кореї, Тайвані і В'єтнамі.
У Південній Кореї 14 квітня ті, хто не отримав ніяких подарунків, святкують Чорний день. Як правило, його відзначають ті, хто не має пари[джерело?].